# Ciclohexanol
Ciclohexanolul (sau alcoolul ciclohexilic) este un compus organic din clasa alcoolilor secundari, cu formula C6H11OH. Compusul este derivat de la ciclohexan, la care se înlocuiește un atom de hidrogen cu o grupă hidroxil.  Acesta este un solid incolor ce prezintă delicvescență, și care, în stare foarte pură, se topește la o temperatură apropiată de temperatura camerei. Ciclohexanolul este fabricat în cantități mari anual, întrucât este folosit ca precursor pentru nailon. 

## Obținere
Ciclohexanolul se obține prin oxidarea ciclohexanului în aer, folosindu-se catalizator de cobalt:
C6H12  +  1/2 O2   →   C6H11OH
În timpul acestui proces se obține ca produs secundar și ciclohexanona, amestecul final fiind materia primă pentru producerea acidului adipic. În mod alternativ, ciclohexanolul poate fi sintetizat și prin reacția de hidrogenare a fenolului:
C6H5OH  +  3 H2   →   C6H11OH
Și acest proces poate fi adaptat pentru a se obține ciclohexanona.